# Шульгин, Павел Матвеевич
Па́вел Матве́евич Шульги́н (род. 25 мая 1953, Москва, СССР) — российский культуролог и экономист, специалист в области культурного и природного наследия, экономики культуры и туризма. Автор концепции «уникальных исторических территорий». Кандидат экономических наук.
Заместитель директора по научной работе, председатель редакционно-издательского совета, заведующий сектором комплексных региональных программ охраны и использования культурного и природного наследия Российского научно-исследовательского института культурного и природного наследия имени Д. С. Лихачёва (с 1992).

## Биография
В 1975 году окончил кафедру экономической географии СССР географического факультета Московского государственного университета имени М. В. Ломоносова. Учился в одной группе с Евгением Гонтмахером. Тема дипломной работы — методика выявления региональных различий в уровне культурного обслуживания.
В 1975—1992 годах работал в Центральном экономическом научно-исследовательском институте при Госплане РСФСР, последовательно занимая должности младшего научного сотрудника, старшего научного сотрудника и заведующего сектором региональных проблем социального развития. Занимался территориальными аспектами социальной проблематики и развития социального комплекса, вопросами экономики культуры и туризма. Принимал участие в разработке региональных программ и проектов, проводил полевые исследования в различных регионах России.
Кандидат экономических наук (1982). Тема диссертации касалась проблем развития туризма и культуры в составе территориального хозяйственного комплекса.
С 1992 года — заместитель директора по научной работе, председатель редакционно-издательского совета, заведующий сектором комплексных региональных программ охраны и использования культурного и природного наследия Российского научно-исследовательского института культурного и природного наследия имени Д. С. Лихачёва (Института Наследия).
Руководитель научных исследований, осуществляемых в различных регионах России по разработке программ культурного развития, по разработке стратегий развития исторических городов, по сохранению наследия полей исторических сражений, усадебных комплексов, исторических сельских территорий, по вопросам создания и развития музеев-заповедников. Научный руководитель и автор концепций развития таких известных музеев-заповедников, как «Куликово поле», «Михайловское», «Ясная Поляна», Болгарский музей-заповедник и др. Научный руководитель первого Ежегодного Государственного доклада о состоянии объектов культурного наследия (памятников истории и культуры) народов Российской Федерации (2012 год).
Член редакционной коллегии журнала «Культурное наследие народов Российской Федерации», научный редактор ежегодника «Наследие и современность» (вышло 20 выпусков).
С 17 марта 2014 года работает в Национальном исследовательском университете «Высшая школа экономики», в Институте социальной политики и социально-экономических программ заведующим отделом Комплексных региональных программ социально-культурного развития. 

## Научная деятельность
Область научных интересов: проблемы сохранения и использования культурного и природного наследия, экономика культуры, экономика туризма, проблемы социально-культурного регионального развития.
Автор концепции «уникальных исторических территорий» — регионов с особо ценными объектами наследия, которые должны иметь особый охраняемый статус и осуществлять особую экономическую, социальную и административную политику с приоритетом сохранения и использования культурного и природного наследия.

## Преподавательская деятельность
Преподаватель кафедры музеологии Российского государственного гуманитарного университета. Читает авторский курс «Историко-культурные территории».

## Участие в творческих и общественных организациях
- Член правления Союза краеведов России[2]

## Семья
Супруга – Ольга Владимировна Шульгина (урождённая Прокудина, доктор исторических наук, кандидат географических наук, заведующая кафедрой географии и туризма ИЕСТ МГПУ).
Дочь – кандидат искусствоведения Дарья Павловна Шульгина, преподаватель истории и культурологии ОУК истории ИГН МГПУ.

## Награды
- Благодарность Министра культуры и массовых коммуникаций Российской Федерации (7 декабря 2005 года) — за высокий профессионализм в работе при подготовке материалов к рассмотрению на заседании Правительства Российской Федерации 1 декабря 2005 г. вопроса «О мерах государственной поддержки музеев-заповедников и историко-культурных заповедников» [3].

### Публикации Павла Шульгина

#### Монографии
- Развитие сферы услуг (коллективная монография). — М.: ЦЭНИИ при Госплане РСФСР, 1985.
- Комплексные региональные программы сохранения и использования культурного и природного наследия (коллективная монография). — М.: Институт Наследия, 1994.
- Музей-заповедник Куликово Поле: концепция развития (коллективная монография). — Тула, 1999.
- Коч — русское полярное судно: проблемы, исследования и реконструкции развития (коллективная монография). — М.: Институт Наследия, 2000.
- Десять лет, которые потрясли культуру. Очерки культурной жизни России на рубеже веков (коллективная монография). — М.: Институт Искусствознания, 2002.
- Чалая И. П., Шульгин П. М. Историко-культурные и природные территории Архангельской области и Ненецкого автономного округа. — М.: Институт Наследия, 2003.
- «Золотое Кольцо Башкортостана»: обоснование и стратегия развития Национального туристского маршрута (коллективная монография). — М.: Институт Наследия, 2004.
- Культурный ландшафт как объект наследия (коллективная монография). — М.: Институт Наследия, СПб.: Дмитрий Буланин, 2004.
- Культурное наследие России и туризм (коллективная монография). — М.: Институт Наследия, 2005.
- Государственная стратегия формирования системы достопримечательных мест, историко-культурных заповедников и музеев-заповедников в Российской Федерации. // Наследие и современность. — Вып. 13. — М.: Институт Наследия, 2006.
- Ежегодный Государственный доклад о состоянии объектов культурного наследия (памятников истории и культуры) народов Российской Федерации по состоянию на 1 января 2012 года. // Наследие и современность. — Вып. 20. — М.: Институт Наследия, 2013.

#### Основные статьи
- Шульгин П. М. Изучение территориальных различий культурно-просветительного обслуживания населения. — Вестник МГУ, серия география. № 2, 1976. — С. 108—111.
- Шульгин П. М. Социально-экономические проблемы развития туризма. — Известия АН СССР, серия экономическая, № 2, 1984. — С. 69—77.
- Мильнер Г. В.,Шульгин П. М. Историческая волость? — ЭКО, № 3, 1988. —С. 114—118.
- Шульгин П. М. Возрождение и развитие памятников истории, культуры и природы на принципах уникальной исторической территории // Новое в музеефикации памятников. — М.: Информкультура, 1991. — С. 1—11.
- Веденин Ю. А., Шульгин П. М. Новые подходы к сохранению и использованию культурного и природного наследия России. — Известия Академии наук, серия географическая, № 3. 1992. — С. 90—99.
- Шульгин П. М. Комплексные программы сохранения и использования культурного и природного наследия. — Ориентиры культурной политики, № 3, 1994. — С. 51—60.
- Шульгин П. М. Уникальные территории в региональной политике // Наследие и современность. Информационный сборник. Вып. 12. — М., Институт Наследия, 1995. — С. 9—21.
- Шульгин П. М. Новые подходы при формировании туристского маршрута «Золотое Кольцо» // Наследие и современность. Вып. 3. — М.: Институт Наследия, 1996. — С. 85—93.
- Шульгин П. М. Современные экономические аспекты сохранения культурного наследия исторических городов // Панорама культурной жизни стран СНГ и Балтии, № 9. — М.: Информкультура, 1996. — С. 2—21.
- Шульгин П. М. Программа сохранения и использования историко-культурного и природного наследия исторического города Ялуторовска и его окрестностей // Культура исторического города: пути сохранения и развития. — Ялуторовск, 1997. — С. 77 —84.
- Шульгин П. М., Штеле О. Е. Институт культурного и природного наследия. — Россия и современный мир, № 1, 1998. — С. 154—161.
- Шульгин П. М. Современные подходы к презентации туристских возможностей музеев. — Вестник ассоциации музеев России. Вып. 3, 1999. — С. 28—33.
- Шульгин П. М. Охрана культурного наследия как фактор региональной политики. — Голос России, № 1, 2000. — С. 33—36.
- Шульгин П. М. Перспективы создания природного парка «Пунси» в Нефтеюганском районе Ханты-Мансийского автономного округа // Болота и люди. — М.: Институт Наследия, 2000. — С. 193—205.
- Шульгин П. М. Экономическое возрождение русской усадьбы // Русская усадьба на пороге XXI века. — Смоленск, СГПУ, 2001. — С. 166—177.
- Шульгин П. М. Поле битвы как особый объект наследия // Куликово Поле и ратные поля Европы. — Тула, 2002. — С. 9—14.
- Шульгин П. М. Современные задачи формирования туристского маршрута «Золотое Кольцо» // Социальная сфера: проблемы и суждения. — М.: ГУ ВШЭ, 2002. — с. 279—286.
- Веденин Ю. А., Шульгин П. М. Основные положения современной концепции управления культурным наследием // Наследие и современность: десять лет Институту Наследия. Информационный сборник. — Вып. 10. — М.: Институт Наследия, 2002. — С. 7—18.
- Шульгин П. М. Работа Института Наследия над комплексными региональными программами // Наследие и современность: десять лет Институту Наследия. Информационный сборник. — Вып. 10. — М.: Институт Наследия, 2002. — С. 19—47.
- Шульгин П. М., Штеле О. Е. Ялуторовские культурные инициативы: развитие малого города. — Россия и современный мир, № 2, 2003. — С. 243—247.
- Шульгин П. М. Историко-культурное наследие как особый ресурс региона и фактор его социально-экономического развития. — Мир России. № 2, 2004. — С. 115—133.
- Shulgin P. Concepts and Practices in Ethnographic Landscape Preservation: a Russian North Perspective. Northern Ethnographic Landscapes: Perspectives from Circumpolar Nations. — Washington. D.C., Smithsonian Institution, 2004, pp. 105-127.
- Шульгин П. М., Штеле О.Е.  Формирование нового стратегического направления развития города Советска (Тильзита) // Наследие и современность. Информационный сборник. Вып. 12. — М.: Институт Наследия, 2004. — С. 66—81.
- Шульгин П. М. Ясная Поляна. Опыт использования историко-культурного наследия. — Россия и современный мир, № 3, 2005. — С. 235—240.
- Веденин Ю. А., Гудима Т. М., Шульгин П. М. Культура Русского Севера (концепция федеральной программы). — Обсерватория культуры, № 2, 2005. — С. 30—34.
- Веденин Ю. А., Штеле О. Е., Шульгин П. М. Государственная стратегия формирования системы достопримечательных мест, историко-культурных заповедников и музеев-заповедников в Российской Федерации // Наследие и Современность. Информационный сборник. Вып 13. — М.: Институт Наследия, 2006. — С. 4—100.
- Шульгин П. М. Удивительная Крапивна: сегодня – село, завтра – музейный центр. — Россия и современный мир, № 3, 2006. — С. 215—224.
- Шульгин П. М. Концепция культурного ландшафта и практика охраны этнографического наследия (на примере территорий российского Севера) — Мир России. № 3, 2007. — С. 147—166.
- Шульгин П. М. Разработка региональных программ сохранения и использования наследия в деятельности института // Наследие и современность. Информационный сборник. Вып. 14. — М.: Институт Наследия, 2007. — C. 101—138.
- Шульгин П. М. Ярмарки в истории России. — Живописная Россия, №5, 2007. —С. 2—6.
- Шульгин П. М., Иванова И. Г., Кулиев А. Н., Штеле О. Е. Концепция создания музея-заповедника «Ледовое побоище» // Наследие и современность. Вып. 15. — М.: Институт Наследия, 2007. — С. 73—93.
- Шульгин П. М. Мариинск — исторический город Сибири: перспективы культурного развития. — Россия и современный мир, № 3, 2008. — С. 224—231.
- Веденин Ю. А., Шульгин П. М. Культурное наследие России. — Живописная Россия № 2, 2008. — С. 2—7; № 3, 2008. — С. 2—6; № 4. — С. 2—6.
- Шульгин П. М., Штеле О. Е. Основные положения перспективной стратегии по сохранению и использованию уникального объекта российского наследия – истока реки Волги // Наследие и современность. Вып. 16., — М.: Институт Наследия, 2008. — С. 130—154.
- Шульгин П. М. Культурное наследие как ресурс (новые тенденции в развитии малых городов России). — Мир перемен, № 2, 2009. — С. 165—176.
- Шульгин П. М. Почтовые открытки 1941—1945 гг. как исторический источник. — Исторический архив, № 2, 2010. — С. 58—73.
- Иванова И. Г., Калуцков В. Н., Штеле О. Е., Шульгин П. М. Концепция развития Болгарского государственного историко-архитектурного музея-заповедника // Наследие и современность. Вып. 17. — М.: Институт Наследия, 2010. — С. 93-110.
- Шульгин П. М. Вологда — столица Русского Севера. — Россия и современный мир, № 3, 2011. — С. 238—245.
- Шульгин П. М. Культура и туризм в Российской Федерации // Культура России. 2000-е годы. — СПб., Алетейя, 2012. С. 108—134.
- Шульгин П. М. Рюриково городище — памятник российской государственности (к 1150-летию зарождения). — Россия и современный мир, № 1, 2012. — С. 246—253.
- Шульгин П. М.    Возможности и подходы к созданию музея-заповедника Даргомыжского в Твердуново. — Край Смоленский, № 2, 1913. — С. 47—55.
- Шульгин П. М. Культурное наследие Российской Федерации: первый ежегодный государственный доклад. — Россия и современный мир, № 3, 2013. — С. 197—208.
- Шульгин П. М., Шульгина О. В. Противоречивость тенденций изменения административно-территориального деления России в XX веке // Вопросы географии. Сб. 136. Историческая география. — М.: Изд. дом «Кодекс», 2013. — С. 278-297.

☁

#### Публичные выступления
- НИИ культурного и природного наследия имени Лихачёва отмечает 20-летие // Культура. — 2012. — 16 мая.
- Власть факта. О роли рек в цивилизации // Культура. — 2011. — 21 августа.

### О Павле Шульгине
- Смоленск – археологическая столица России? // Смоленские новости. — 2010. — 3 апреля.
- Шевелёва Анна. Вологда может носить звание столицы Русского Севера, считают московские ученые // Город Вологда. — 2011. — 15 февраля.
- Детцель Андрей. Превратить Вологду в столицу Русского Севера можно в течение 9 лет // Комсомольская правда. — 2011. — 16 февраля.
- Серебрякова Елена. В провинцию – за впечатлениями. Как сохранить памятники старины и модернизировать города? // Рязанские ведомости. — 2011. — 3 ноября.